# Đorđe Balašević
Đorđe Balašević (srbsky Ђорђе Балашевић, 11. května 1953 Novi Sad, Jugoslávie – 19. února 2021, Novi Sad, Srbsko, známý též pod přezdívkou Đole) byl srbský rockový písničkář, textař, osobitý zpěvák, skladatel a kytarista. Populární byl na území celé bývalé Jugoslávie.

## Život a dílo
Narodil se 11. května 1953 v Novém Sadu jako syn otce Jovana a matky maďarsko-chorvatského původu Veroniky (roz. Dolenec). Đorđův otec měl původně příjmení Balaš, které si nechal v roce 1935 posrbštit koncovkou -ić.
Đorđe Balašević vyrůstal v Novém Sadu, jeho rodina žila v ulici Jovana Cvijiće. Nastoupil na gymnázium, ale ve třetí třídě z něj odešel, neboť se nechtěl učit matematiku.
Nejprve působil v jugoslávské skupině "Žetva", později si založil vlastní skupinu nazvanou "Rani mraz". V roce 1979 získal ve Splitu první cenu za píseň "Panonski mornar" (panonský námořník]). Podle této písničky získal na jugoslávské hudební scéně i neformální přezdívku.
V roce 1982 opustil skupinu a začal působit samostatně. Jeho sólová kariéra byla velice úspěšná, neboť již v prvním roce dokázaly jeho koncerty zaplnit bělehradský Sava centar, největší konferenční centrum hlavního města s největším sálem. Po dvou úspěšnýc albech (Pub a Bezdan) vydal desku Panta Rei, která byla předmětem kritiky.
Ve své době patřil k nejoblíbenějším srbským písničkářům.[zdroj?], jeho alba jsou i po rozpadu Jugoslávie běžně dostupná například v Chorvatsku a jeho písně jsou běžnou součástí hitparád chorvatských rádií. Jeho texty jsou na různá témata - má mnoho písní o lásce, ale i některé na politická témata. Složil hymnu první poválečné generace ("Računajte na nas" - počítejte s námi). Jeho song "Tri put sam video Tita" (Třikrát jsem viděl Tita) se pokoušel prorežimní rétorikou z perspektivy jednotlivce (malého dítěte, dospívajícího a dospělého) glorifikovat jugoslávského vůdce nedlouho po jeho úmrtí v roce 1980. V témže roce sloužil Balašević v jugoslávské armádě.
Komentoval i blížící se rozpad Jugoslávie ve své písni Requiem, 1989 i bombardování země v roce 1999 (Dok nebo gori nad Novim Sadom). Protiválečný tón měla i jeho píseň Samo da rata ne bude (Jen ať není válka). V období, kdy Jugoslávie byla vystavena mezinárodním sankcím, přijal slovinské občanství. Ostře kritizoval režim tehdejšího prezidenta Miloševiće. Z tohoto období pochází i jeho píseň Legenda o Gedi Gluperdi.
Po hudební stránce patří jeho písničky do rocku[zdroj?], nepřipomínají tedy českou písničkářskou tvorbu. Inspiroval se také francouzským šansonem a jazzem.
V roce 1998 odehrál jako první srbský zpěvák koncert po skočení války v Bosně a Hercegovině v Sarajevu (v hale Zetra). Rozhodnutí vystoupit v Sarajevu vyvolalo v té době negativní reakce v jeho domovském Srbsku.
V roce 2000 vydal své nejvíce politicky laděné album Devedesete, které značným způsobem kritizovalo poměry ve Svazové republice Jugoslávie poslední dekády 20. století.
Zemřel v roce 2021 v klinickém centru Vojvodiny v Novém Sadu na nemoc covid-19. Jeho úmrtí si připomněli lidé v řadě větších měst bývalé Jugoslávie spontánními setkáními, např. v Novém Sadu, Banja Luce, Záhřebu, Osijeku, Pule a dalších.

## Diskografie

### Alba
- Mojoj mami umesto maturske slike, PGP RTB - (1979)
- Odlazi cirkus, PGP RTB (1980)
- Pub, PGP RTB (1982)
- Celovečernji The Kid, PGP RTB (1983)
- 003, PGP RTB (1985)
- Bezdan, Jugoton (1986)
- U tvojim molitvama - Balade, PGP RTB (1987)
- Panta Rei, Jugoton (1988)
- Tri posleratna druga, Jugoton (1989)
- Marim ja, Diskoton (1991)
- Jedan od onih života, UFA Media (1993)
- Naposletku, UFA Media (1996)
- Devedesete, Hard Rock & Balašević (2000)
- Dnevnik starog momka, Hi-FI Centar (2001)
- Ostaje okrugli trag na mestu šatre 01, Hard Rock & Balašević (2002)
- Rani mraz, Hi-FI Centar (2004)